# African Business
African Business es una revista sobre negocios africanos publicada por IC Publications con base en Londres. El actual editor es David Thomas.

## Historia y perfil
African Business fue publicada por primera vez en enero de 1982. Anver Versi fue el primer editor de la revista. Su sede central está en Londres. La revista de publicación mensual cubre acontecimientos empresariales en toda África. Reportes especiales discuten sectores y industrias específicos. Para 2012, la revista tenía unos 140.000 subscriptores. La revista tiene ediciones en inglés y francés.
La revista organiza anualmente el evento "African Business Awards" en colaboración con el Commonwealth Business Council. El evento de 2011 fue celebrado en Londres, Inglaterra.